# Emmanuelle Fontaine-Domeizel
Pour les articles homonymes, voir Domeizel et Fontaine.
Emmanuelle Fontaine-Domeizel, née le 28 août 1973 à Manosque, est une femme politique française. Suppléante de Christophe Castaner à l'Assemblée nationale, elle est devenue députée à la suite de la nomination de ce dernier au gouvernement.

## Biographie

### Enfance et études
Emmanuelle Fontaine-Domeizel est la fille de Claude Domeizel. Elle a été basketteuse de haut niveau. Elle est infirmière libérale de profession.

### Carrière politique
En mars 2015, elle est élue conseillère départementale du canton de Manosque-2 en tandem avec Roland Aubert,. Ils ont pour suppléants Jérôme Dubois et Sandrine Sollazzini[réf. souhaitée].
À la suite de la nomination de Christophe Castaner au gouvernement, elle devient députée le 22 juillet 2017,,.
Christophe Castaner quittant le gouvernement à la fin du gouvernement Édouard Philippe, son mandat de députée a pris fin le 3 août 2020 à minuit.

### Vie privée
Elle est mère de 3 enfants.